# Samuel Hadida
Samuel Hadida (Casablanca, 17 dicembre 1953 – Santa Monica, 26 novembre 2018) è stato un produttore cinematografico marocchino.

## Biografia
Samuel studiò a Parigi.
Creò, insieme al fratello Victor, la Metropolitan Filmexport nel 1978: la compagnia ebbe un periodo di successo nella distribuzione statunitense di film in lingua francese. Nel 1990 formò la Davis-Films, che ha prodotto da allora più di trenta film di Hollywood, iniziando con Una vita al massimo.
La Metropolitan Filmexport è il distributore francese per i film della New Line Cinema.
Hadida è morto all'UCLA Santa Monica Hospital dopo una breve malattia.

## Filmografia parziale

### Produttore
- Solo la forza (Only the Strong), regia di Sheldon Lettich (1993)
- Una vita al massimo (True Romance), regia di Tony Scott (1993)
- Killing Zoe, regia di Roger Avary (1993)
- Necronomicon, regia di Christophe Gans, Shûsuke Kaneko e Brian Yuzna (1993)
- The Expert, regia di Rick Avery (1995)
- Crying Freeman, regia di Christophe Gans (1995)
- Freeway - No Exit (Freeway), regia di Matthew Bright (1996)
- Le straordinarie avventure di Pinocchio (The Adventures of Pinocchio), regia di Steve Barron (1996)
- Rhinoceros Hunting in Budapest, regia di Michael Haussman (1997)
- Nirvana, regia di Gabriele Salvatores (1997)
- The Legionary - Fuga all'inferno (Legionnaire), regia di Peter MacDonald (1998)
- Sporco segreto (The Big Brass Ring), regia di George Hickenlooper (1999)
- Fino all'inferno (Inferno), regia di John G. Avildsen (1999)
- Freeway II: Confessions of a Trickbaby, regia di Matthew Bright (1999)
- Dancing at the Blue Iguana, regia di Michael Radford (2000)
- Il patto dei lupi (Le pacte des loups), regia di Christophe Gans (2001)
- Segreti di famiglia (Laguna), regia di Dennis Berry (2001)
- Resident Evil, regia di Paul W.S. Anderson (2002)
- Spider, regia di David Cronenberg (2002)
- Sueurs, regia di Louis-Pascal Couvelaire (2002)
- Entre chiens et loups, regia di Alexandre Arcady (2002)
- Le regole dell'attrazione (The Rules of Attraction), regia di Roger Avary (2002)
- Matana MiShamayim, regia di Dover Koshashvili (2003)
- Sof Ha'Olam Smola, regia di Avi Nesher (2004)
- Resident Evil: Apocalypse, regia di Alexander Witt (2004)
- 5 bambini & It (Five Children and It), regia di John Stephenson (2004)
- I nuovi eroi (Nouvelle-France), regia di Jean Beaudin (2004)
- Il ponte di San Luis Rey (The Bridge of San Luis Rey), regia di Mary McGuckian (2004)
- Good Night, and Good Luck., regia di George Clooney (2005)
- El aura, regia di Fabián Bielinsky (2005)
- Domino, regia di Tony Scott (2005)
- Lassie, regia di Charles Sturridge (2005)
- Silent Hill, regia di Christophe Gans (2006)
- Moscow Zero, regia di María Lidón (2006)
- Black Dahlia (The Black Dahlia), regia di Brian De Palma (2006)
- Profumo - Storia di un assassino (Perfume: The Story of a Murderer), regia di Tom Tykwer (2006)
- 88 minuti (88 Minutes), regia di Jon Avnet (2007)
- Resident Evil: Extinction, regia di Russell Mulcahy (2007)
- Solomon Kane, regia di Michael J. Bassett (2009)
- Parnassus - L'uomo che voleva ingannare il diavolo (The Imaginarium of Doctor Parnassus), regia di Terry Gilliam (2009)
- Resident Evil: Afterlife, regia di Paul W. S. Anderson (2010)
- Resident Evil: Retribution, regia di Paul W. S. Anderson (2012)
- I mercenari 3 (The Expendables 3), regia di Patrick Hughes (2014)
- Mechanic: Resurrection, regia di Dennis Gansel (2016)
- Red Snake, regia di Caroline Fourest (2019)